# Khondaker Mostaq Ahmad
Khondaker Mostaq Ahmad (également épelé Khandakar Mushtaq Ahmed), né en 1918 à Daudkandi, dans le district de Comilla, dans la présidence du Bengale, aux Indes Britanniques et mort le 5 mars 1996, à Dacca, au Bangladesh, est un homme politique bangladais. Il est président de la République du 15 août au 6 novembre 1975, après l'assassinat de Sheikh Mujibur Rahman.

## Biographie
Khondaker Mostaq Ahmad obtient son baccalauréat ès lettres à l'université de Dacca et s'engage en politique en 1942. Il est l'un des co-secrétaires fondateurs de la East Bengal Awami Muslim League.

### Carrière politique
Ahmad est élu membre de l'Assemblée provinciale du Pakistan oriental en 1954 comme candidat du Front uni (Pakistan oriental). Après la dissolution du Front uni par le gouvernement central du Pakistan, Ahmad a été emprisonné en 1954 avec d'autres dirigeants bengalis. Il a été libéré en 1955 et élu chef du groupe parlementaire du Front uni. Mais avec la promulgation de la loi martiale dans le pays en 1958, il fut arrêté par le régime d'Ayub Khan. Au cours du Mouvement en six points, Ahmad fut à nouveau emprisonné en 1966. Après sa libération, Ahmad a accompagné le cheikh Mujibur Rahman (alors le plus haut dirigeant de la Ligue Awami) à la conférence multipartite organisée par Ayub Khan à Rawalpindi en 1969. Il a été élu membre de l'Assemblée nationale du Pakistan en 1970.

### Gouvernement du Bangladesh en exil
Au début de la guerre d'indépendance du Bangladesh et de l'arrestation de Mujib, Ahmad et d'autres dirigeants de la Ligue Awami se sont réunis à Meherpur pour former le gouvernement du Bangladesh en exil. Syed Nazrul Islam a servi en tant que président par intérim tandis que Mujib a été déclaré président, Tajuddin Ahmad a servi comme Premier ministre et Ahmad a été nommé ministre des Affaires étrangères,. À ce titre, Ahmad devait renforcer le soutien international à la cause de l'indépendance du Bangladesh. Mais son rôle en tant que Ministre des affaires étrangères est devenu controversé car il voulait une solution pacifique, restant au Pakistan conformément à la Charte en six points de son dirigeant, le cheikh Mujib. Zafrullah Chowdhury allègue qu'Ahmad n'a pas agi seul à cet égard et que les dirigeants de la Ligue Awami étaient impliqués.
Après la libération, Ahmad a été nommé ministre de l'énergie, de l'irrigation et de la lutte contre les inondations en 1972 dans le cadre du deuxième cabinet du cheikh Mujib. En 1973, il prend en charge le ministère du commerce au sein du troisième cabinet du cheikh Mujib. Il a été membre du comité exécutif de la Bangladesh Krishak Sramik Awami League (BAKSAL) créée en 1975.

### Président du Bangladesh
Sheikh Mujib et tous les membres de sa famille (à l'exception de deux d'entre eux, ses filles, qui se trouvaient alors en Allemagne de l'Ouest et ont ainsi échappé au carnage) ont été assassinés dans une fusillade orchestrée par un groupe de militaires le 15 août 1975.
Ahmad a immédiatement pris le contrôle du gouvernement, se proclamant président. Le général de division Ziaur Rahman a été nommé chef d'état-major de l'armée bangladaise, en remplacement de Kazi Mohammed Shafiullah. Il a loué les assassins du cheikh Mujibur Rahman en les appelant Shurjo Shontan (fils du soleil). Ahmad a également ordonné l'emprisonnement des dirigeants Syed Nazrul Islam, Tajuddin Ahmad, Abul Hasnat Muhammad Kamaruzzaman et Muhammad Mansur Ali. Il a remplacé le slogan national de Joy Bangla par celui de Bangladesh Zindabad et a changé le nom de Bangladesh Betar en « Radio Bangladesh ». Il a proclamé l'Ordonnance de 1975 sur l'immunité, qui accorde l'immunité de poursuites aux assassins de Mujib. Les filles de Mujib, Sheikh Hasina Wazed et Sheikh Rehana, ont été interdites de retour au Bangladesh de l'étranger. Les groupes politiques BAKSAL et pro-Mujib ont été dissous.
Le 3 novembre 1975, à l'occasion de ce qu'il est convenu d'appeler tristement le Jail Killing Day, les quatre dirigeants emprisonnés, Tajuddin Ahmad, Syed Nazrul Islam, A. H. M. Qamaruzzaman et Muhammad Mansur Ali, qui avaient refusé de coopérer avec Mostaq, furent tués à la prison centrale de Dhaka par un groupe de militaires sur ordre du Président Khondaker Mostaq Ahmad ont été tués à l'intérieur de la prison centrale de Dhaka par un groupe d'officiers de l'armée sur instruction du président Khondaker Mostaq Ahmad. Toutefois, Ahmad a été chassé du pouvoir le 6 novembre lors d'un coup d'État dirigé par Khaled Mosharraf et Shafaat Jamil.